# وفيق الطيبي
وفيق الطيبي (1925 - 1981) هو صحافي لبناني أسس الصحيفة اليومية «اليوم» وانتخب نقيب محرري الصحافة اللبنانية وأمين عام اتحاد الصحافيين العرب.

## النشأة والمسيرة
ولد وفيق الطيبي في بيروت بلبنان. أبوه هو محمد شاكر الطيبي الذي أسس في 1918 جريدة الإخاء العثماني في بيروت والتي توقفت عن الصدور عندما توفي في 1929 وأمه هي آمنة بنت عمر العريس. أنهى دراسته الثانوية في الجامعة الأمريكية في بيروت ثم درس العلوم السياسية في جامعة القديس يوسف وانقطع عن دراسته ليتجه إلى الصحافة وتحصل على دبلوم في الصحافة من جامعة كولمبيا في نيويورك. انطلق في مسيرته الصحفية هاويا عبر كتابة مقالات في صحف ومجلات في بيروت. مارس الصحافة بصفة كلية عندما رجع شقيقه النقيب عفيف الطيبي من ألمانيا بعد أن بقي فيها خمس سنوات واستئنفا إصدار صحيفة «اليوم». وفي 1952، انتخب أمينا لسر نقابة محرري الصحافة اللبنانية عقب فصلها عن نقابة الصحافة اللبنانية. وانتخب في 1954 نقيبا لمحرري الصحافة اللبنانية واعيد انتخابه مرة ثانية في 1956. وأسس نادي نقابة المحررين. وهو يتقن اللغتين الفرنسية والإنجليزية.